# Ritratto di giovane donna (Botticelli Francoforte)
Il Ritratto di giovane donna è un dipinto realizzato tra il 1480 e il 1485 da Sandro Botticelli, talvolta attribuito anche a Jacopo del Sellaio. Attualmente è conservato allo Städelsches Kunstinstitut di Francoforte sul Meno, in Germania. Altre opere similari del Botticelli si trovano presso la National Gallery di Londra, la Gemäldegalerie di Berlino e la Collezione Marubeni di Tokyo.

## Descrizione
La donna raffigurata è mostrata di profilo, ma il suo busto è ruotato di tre quarti, per far sì che sia visibile un cammeo che sfoggia al collo. Il gioiello è una copia rovesciata del Sigillo di Nerone, famoso sigillo di corniola avente come soggetti Apollo e Marsia e appartenuto a Lorenzo de' Medici.
Lo storico dell'arte Aby Warburg fu il primo a suggerire che il soggetto dell'opera potesse essere un ritratto idealizzato di Simonetta Vespucci.
Questa visione mise in discussione una precedente interpretazione, elaborata dagli studiosi tedeschi, secondo la quale il dipinto voleva rappresentare una giovane donna idealmente bellissima, vicina nell'aspetto ad una ninfa o più generalmente una dea della mitologia: tale concezione era riscontrabile anche nel titolo scelto dal museo per l'opera stessa. Lo storico dell'arte Emanuele Lugli suggerì che le tre ciocche raccolte dalle trecce, visibili al centro della capigliatura, rappresenterebbero delle fiamme rivolte al contrario, a simbolizzare l'amore che gli spettatori dovrebbero provare nell'ammirare il dipinto, considerando anche che nel Rinascimento si affermava che "i capelli infiammano il desiderio".

## Galleria d'immagini

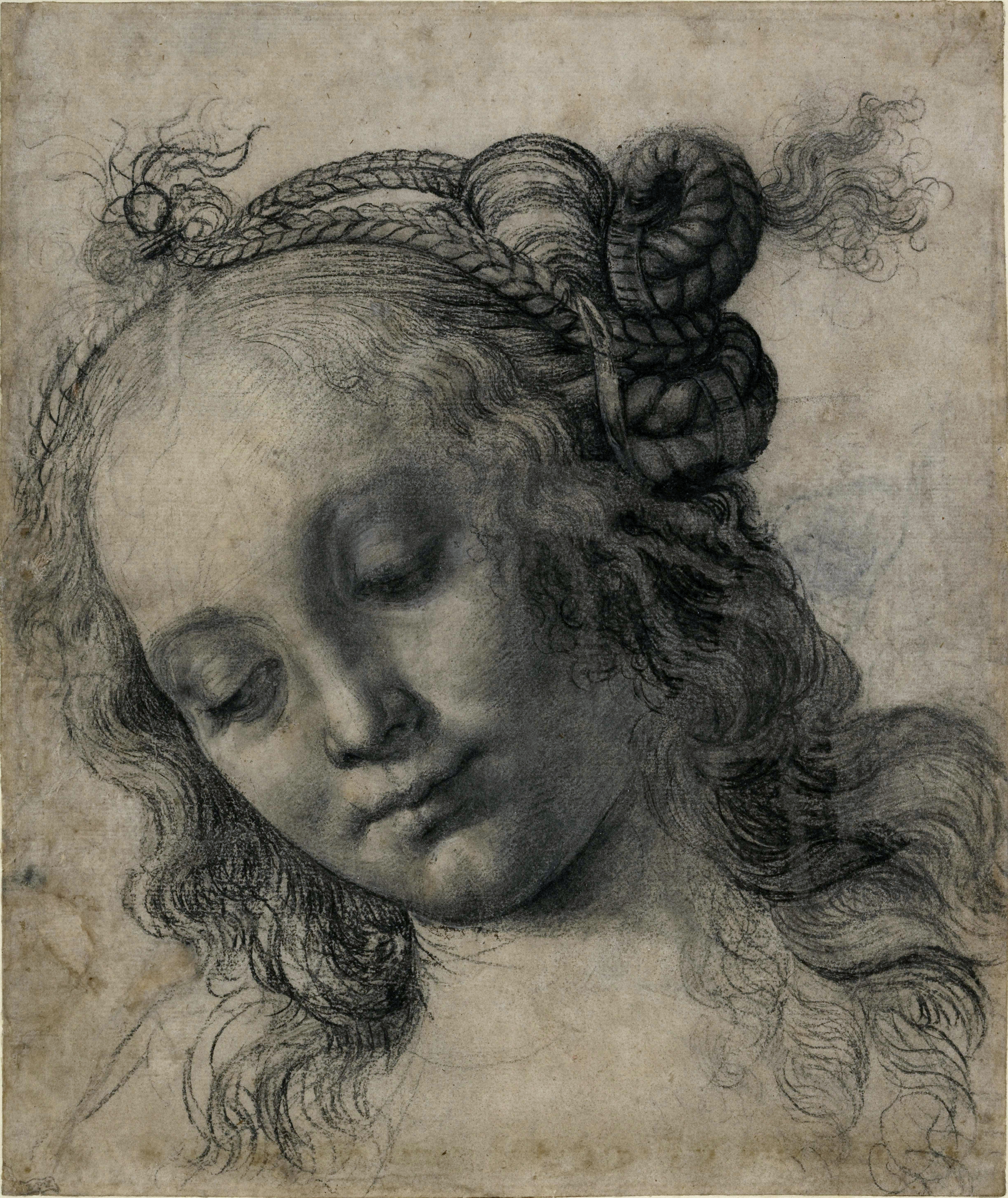
Andrea del Verrocchio, Testa di donna, 32,4x27,3 cm, Londra, British Museum. Verrocchio è considerato tra le prime personalità che sviluppò questo ideale di bellezza femminile.
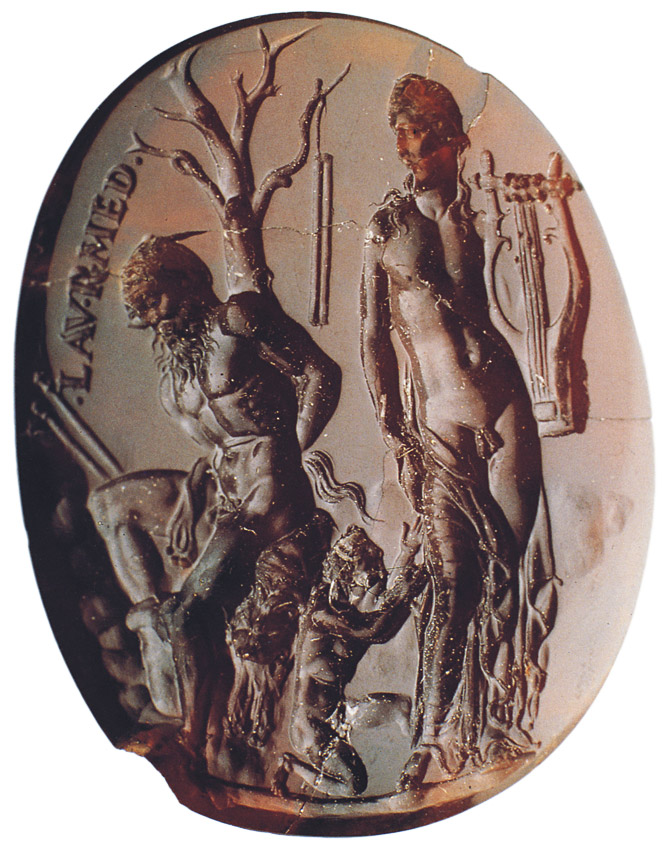
Sigillo di Nerone, intaglio di corniola, databile all'età augustea e ritenuto appartenente a Lorenzo de' Medici, attualmente esposto al Museo archeologico nazionale di Napoli.